# مرتضی اسدی (بازیکن فوتبال)
مرتضی اسدی (زاده ۱۵ اسفند ۱۳۵۸ در تهران) بازیکن سابق فوتبال و مربی کنونی فوتبال ایران است.

## جدایی از تراکتور
او پس از چهار سال حضور در تراکتور و کاپیتانی در این تیم در تیرماه سال ۱۳۹۳ از تراکتور جدا شده و با عقد قراردادی ۱ ساله به دیگر تیم تبریزی یعنی گسترش فولاد پیوست.

## آمار باشگاهی[۱]
| باشگاهی | باشگاهی       | باشگاهی        | لیگ  | لیگ | جام      | جام      | قاره | قاره | مجموع | مجموع |
| فصل     | باشگاه        | لیگ            | بازی | گل  | بازی     | گل       | بازی | گل‌   | بازی  | گل‌    |
| ایران   | ایران         | ایران          | لیگ  | لیگ | جام حذفی | جام حذفی | آسیا | آسیا | مجموع | مجموع |
| ------- | ------------- | -------------- | ---- | --- | -------- | -------- | ---- | ---- | ----- | ----- |
| ۸۵-۸۴   | صبا           | لیگ برتر ایران | ۲۹   | ۰   |          |          |      |      | ۲۹    | ۰     |
| ۸۶-۸۵   | صبا           | لیگ برتر ایران | ۳۰   | ۰   |          |          | -    | -    | ۳۰    | ۰     |
| ۸۷-۸۶   | صبا           | لیگ برتر ایران | ۳۱   | ۱   |          |          | -    | -    | ۳۱    | ۱     |
| ۸۸-۸۷   | صبا           | لیگ برتر ایران | ۳۲   | ۰   |          |          | ۴    | ۰    | ۳۶    | ۰     |
| ۸۹-۸۸   | صبا           | لیگ برتر ایران | ۳۰   | ۰   |          |          | -    | -    | ۳۰    | ۰     |
| ۹۰-۸۹   | تراکتور تبریز | لیگ برتر ایران | ۳۴   | ۰   | ۱        | ۰        | -    | -    | ۳۵    | ۰     |
| ۹۱-۹۰   | تراکتور تبریز | لیگ برتر ایران | ۳۴   | ۰   | ۱        | ۰        |      |      | ۳۵    | ۰     |
| مجموع   | ایران         | ایران          | ۲۲۰  | ۱   |          |          | ۴    | ۰    |       |       |
| کل دوره | کل دوره       | کل دوره        | ۲۲۰  | ۱   |          |          |      | ۰    |       |       |

## دوران بین‌المللی
اسدی در فوریه ۲۰۰۷ مقابل بلاروس نخستین بازی ملی خود را انجام داد.

## افتخارات
باشگاهی
- نائب قهرمانی لیگ برتر فوتبال ایران ۹۱-۹۰ به همراه باشگاه تراکتور تبریز
- نائب قهرمانی لیگ برتر فوتبال ایران ۹۲–۱۳۹۱ به همراه باشگاه تراکتور تبریز
- قهرمانی جام حذفی فوتبال ایران ۹۳-۹۲ به همراه تیم فوتبال باشگاه فوتبال تراکتور تبریز